# Вулиця Родини Рудинських
Ву́лиця Родини Рудинських — вулиця в Дарницькому районі міста Києва, селище Бортничі. Пролягає від проїзду без назви, що виводить до Переяславської вулиці, до вулиці Польової.
Прилучається провулок Островського.

## Історія
Вулиця виникла в 1-й половині XX століття під назвою вулиця Миколи Островського, на честь радянського письменника Миколи Островського.
Сучасна назва  на честь Михайла Рудинського, археолога, який виявив і вивчав «Кам'яну Могилу», та Євгенії Рудинської, керівника «Музею діячів», дослідниці спадщини Миколи Лисенка та Івана Нечуя-Левицького — з 2016 року.